# Jugorsk
Jugorsk (russisch Югорск) ist eine Stadt in Westsibirien, im Autonomen Kreis der Chanten und Mansen/Jugra (Russland) mit 34.067 Einwohnern (Stand 14. Oktober 2010).

## Geographie
Die Stadt Jugorsk liegt im Westen des Autonomen Kreises der Chanten und Mansen, zwischen dem Fluss Ob und dem Uralgebirge im Westsibirischen Tiefland. Das Klima ist kontinental.
Die Stadt bildet einen eigenständigen Stadtkreis, der vom Territorium des Rajons Sowetski umschlossen ist.
Jugorsk liegt an der 1969 eröffneten Eisenbahnstrecke Iwdel – Priobje; der Name der Bahnstation ist Geologitscheskaja (Геологическая).

## Geschichte
Der Ort sowie ein Forstwirtschaftsbetrieb entstand 1962 beim Bau der Eisenbahnstrecke Iwdel – Priobje unter dem Namen Komsomolski (Комсомольский). Bereits 1963 erhielt er den Status einer Siedlung städtischen Typs. 1992 wurde die Siedlung in Jugorsk umbenannt und erhielt Stadtrecht.
Der Name leitet sich von der alten Bezeichnung Jugra (Югра) oder Jugorien (Югория, Jugorija) ab, welche im 12. bis 17. Jahrhundert die Landstriche zwischen Petschora und Nordural sowie die Siedlungsgebiete der Chanten und Mansen in Westsibirien bezeichnete.
1996 wurden das Dorf Mansijski (Мансийский) und die Siedlung bei der Garnison der Russischen Armee Komsomolski-2 eingemeindet.

### Bevölkerungsentwicklung
| Jahr | Einwohner |
| ---- | --------- |
| 1970 | 6.565     |
| 1979 | 12.540    |
| 1989 | 24.928    |
| 2002 | 30.285    |
| 2010 | 34.067    |

Anmerkung: Volkszählungsdaten

## Bildung, Kultur und Sehenswürdigkeiten
In Jugorsk gibt es seit 2001 ein Stadtmuseum zur Geschichte des Ortes und des wichtigsten Unternehmens Tjumentransgas sowie zur Kultur der Chanten und Mansen.
2002 wurde eine russisch-orthodoxe Kirche des Heiligen Sergius von Radonesch errichtet.
In Jugorsk existieren Filialen mehrerer regionaler Fachhochschulen (Wirtschaft und Recht, Forstwirtschaft, Elektrotechnik).

## Wirtschaft
Durch Jugorsk verlaufen mehrere Pipelines für den Erdgastransport von den westsibirischen Fördergebieten in den europäischen Teil Russlands. Daher ist das größte Unternehmen der Stadt die zum Konzern Gazprom gehörende Tjumentransgas (Тюментрансгаз).
Der städtische Betrieb Jugorskles (Югорсклес) betreibt neben seinem Kerngeschäft, der Forstwirtschaft (mit Sägewerken, Möbelherstellung) ein Ziegelwerk und eine Näherei.

## Persönlichkeiten
- Julia Lima (* 1981), Opernsängerin